# UCAS

logo del UCAS

UCAS (Universities & Colleges Admissions Service) es el servicio británico de admisión, para aquellos estudiantes que solicitan ingresar en una Universidad así como, a partir de 2002, en la educación postsecundaria no universitaria.

## Proceso de solicitudes
Como casi todos las instituciones británicas de educación superior son miembros de UCAS, todos aquellos que deseen estudiar para los primeros grados en el Reino Unido deben solicitarlo a través de UCAS. Esto se aplica a todas las categorías de los solicitantes - residentes del Reino Unido, los residentes de las islas del Canal e isla de Man, ciudadanos de la Unión Europea y otros organismos internacionales demandantes. Los solicitantes que presentan una única solicitud a través de la página web de UCAS con una lista de hasta cinco cursos para los que están aplicando, en ningún orden de preferencia. Las solicitudes deben realizarse a mediados de enero del año en que el estudiante desea empezar la universidad.
Las solicitudes para medicina, odontología y veterinaria, solo tienen hasta cuatro opotunidades (aunque la otra oportunidad puede ser utilizada para solicitar distintos cursos). Las solicitudes para los cursos de Arte y Diseño Ruta B solo pueden elegir un máximo de tres cursos, que deben estar en orden de preferencia; los solicitantes para la Ruta B tienen plazo hasta marzo para solicitar un permiso de tiempo para completar sus carteras.
Cuando los solicitantes reciben los resultados de sus exámenes, aplican teniendo en cuenta de las condiciones de cada universidad. Aquellos alumnos que no hayan sido aceptados en ninguna de sus opciones pueden optar por el servicio de compensación de UCAS, en inglés conocido como "Clearing". Este proceso permite a los estudiantes sin plaza aplicar para cursos con vacantes mediante la herramienta de búsqueda de UCAS y contactando a cada universidad o colegio en cuestión para obtener un lugar.

## Historia
UCAS se formó en 1993 por la fusión de UCCA (Universities Central Council on Admissions), PCAS (Polytechnics Central Admissions Service) y SCUE (Standing Conference on University Entrance). La organización tiene su sede en Cheltenham, Gloucestershire. 
En los últimos años UCAS ha participado en dos incidentes de alto perfil. En 2001 UCAS accidentalmente hizo pública una descarga desde su página web de una base de datos personales de los solicitantes. En 2002, los resultados los datos facilitados por la Scottish Qualifications Authority incluyeron errores y omisiones que dieron lugar a que UCAS informara a las universidades y a los estudiantes que estos habían obtenido mayores calificaciones de lo que realmente tenían. 
En 2004 UCAS anunció que aceptaban solicitudes en papel en favor de la línea de entrada de 2006 en adelante (previamente los solicitantes pueden elegir entre las dos opciones).
El "Adjustment" era un proceso opcional para cualquier estudiante cuyos resultados fueran mejores de lo esperado, pero se canceló para el ingreso de 2022 y ya no está disponible.

## Filiales de UCAS
UCAS nunca había operado en el campo de la educación de posgrado hasta 2007 con la introducción de UKPASS Archivado el 29 de abril de 2015 en Wayback Machine., que está todavía en sus inicios con una serie de proveedores intentando a unirse a este nuevo servicio. 
UCAS hace funcionar un centro de postgrado, la GTTR (Secretaría de Posgrado de Formación de Maestros) para los cursos de PGCE y PGDE (que proporcionan la formación docente inicial para los graduados).

## Instituciones que no forman parte de UCAS
La que figura a continuación es una lista incompleta de las instituciones de educación superior del Reino Unido que no forman parte de UCAS, al contrario de las explicaciones normales:
- La Architectural Association School of Architecture, Londres.